# Io (язык программирования)
Io (первая буква — заглавная «i») — скриптовый, объектно-ориентированный язык программирования с динамической типизацией. Язык был разработан Стивом Декортом (англ. Steve Dekorte) в 2002 году. Реализация является кроссплатформенной, открытой (лицензия BSD) и рассчитана на лёгкость встраивания в качестве скриптового языка.

## Особенности
- минималистический синтаксис;
- абсолютно каждая сущность является объектом;
- всё основано на передаче сообщений (даже арифметические операции и присваивание — это передача сообщения объекту);
- параллелизм, основанный на модели акторов.

В отличие от Perl и PHP, в Io класс не имеет принципиального отличия от объекта, является первоклассным объектом языка. Наследование реализовано прототипами, как в Self, Lua и JavaScript. Поддерживается множественное наследование.
Таким образом, для экземпляров объектов, классов и пространств имён в Io используются прототипы. Для операторов, вызовов методов, присваивания и доступа к переменным используются сообщения.

## Примеры
Следующий код печатает в консоли «Hello world!» посредством передачи строке сообщения println:
```
"Hello world!"
 
println

```

Реализация шаблона проектирования «одиночка»:
```
Singleton
 
:=
 
Object
 
clone
 
//Объекты создаются (":=") клонированием существующих объектов

Singleton
 
clone
 
=
 
Singleton
 
//Значение слота clone заменяется ("=") ссылкой на сам объект

```